# عمار عبد الحميد
عمار عبد الحميد (مواليد 30 مايو 1966) هو كاتب سوري المولد، ناشط في مجال حقوق الإنسان، إسلامي راديكالي في السابق، منشق سياسي، وأحد مؤسسي ورئيس مؤسسة ثروة. ظهر عمار في النسخة العربية من مجلة نيوزويك بوصفه واحداً من 43 شخصا يصنعون فرقاً في العالم العربي في مايو 2005.

## المسيرة
ولد عبد الحميد في 30 مايو 1966 في دمشق، للممثلة السورية منى واصف والمخرج السينمائي السوري الراحل محمد شاهين.
بحلول منتصف 1987، تبنى عمار دين والده، الإسلام، وكان مسلم سني ملتزم. ووصف نفسه بأنه «إسلامي متشدد» وقد كان ينوي السفر إلى أفغانستان عبر باكستان للالتحاق بالمجاهدين والقتال في الحرب السوفيتية الأفغانية ولكنه قرر عدم الذهاب عندما وجد أنه بعد انسحاب الاتحاد السوفيتي، كان المجاهدين يقاتلون بعضهم بعضاً.
أمضى ثماني سنوات تقريباً في الولايات المتحدة (1986–1994)، في دراسة الفلك والتاريخ. تخرج من جامعة ويسكونسن-ستيفنز بوينت في 1992 مع شهادة بكالوريوس العلوم في التاريخ. عاد إلى دمشق في سبتمبر 1994.
دَرَسَ عمار بإيجاز الدراسات الاجتماعية في المدرسة الباكستانية الدولية في دمشق الواقعة عندئذ في المزة، بين 1995–1997. كان يعرف بمناقشة ما وصفه "بالأخطاء في الديانات السماوية" وكان في اغلب الأحيان يستهدف الإسلام في نقاشاته، مما أدى لاختلافٍ بين الطلاب بشأن آرائه، واستياءٍ من اسر بعض الطلاب.
تزوج من المؤلفة والناشطة في مجال حقوق الإنسان خولة يوسف.
فر عبد الحميد وخولة من دمشق في سبتمبر 2005، بعد دعوتهما إلى الإطاحة بحكومة الأسد. يعيشون حالياً في واشنطن العاصمة، مع طفليهما علا (1986) ومهند (1990) بانتظار اللجوء السياسي في الولايات المتحدة. تعمل علا في معهد واشنطن لسياسة الشرق الأدنى وتكتب بانتظام. مهند قد انضم مؤخراً إلى فريق الهيئة الطبية الدولية.

### السياسة الخارجية
كان عبد الحميد زميل زائر في مركز سابان السياسة في الشرق الأوسط في مؤسسة بروكينغز 2004-2006.
كان عبد الحميد زميل في مؤسسة الدفاع عن الديمقراطيات، وهو عضو في الفريق العامل في سوريا.
عبد الحميد هو أول السوري في أي وقت مضى يدلي بشهادته أمام الكونغرس الأمريكي 2006/2008 ضد ما كان ينظر إليها باعتبارها جرائم من الرئيس السوري بشار الأسد وأحاط رؤساء الولايات المتحدة بين بقية زعماء العالم.

#### سوريا
في أبريل 2012، قام وفد من أعضاء المعارضة السورية بقيادة عمار، بزيارة بريشتينا، كوسوفو بهدف تعلم تكتيكات حرب العصابات من جيش تحرير كوسوفو. عمار شدد على أن الوفد قد أتى إلى كوسوفو «للتعلم» وأن كوسوفو سارت على طريق الحرب الأهلية التي «ستكون مفيدة جداً لنا.» استُخدمت هذه الزيارة في حملات التضليل الروسية للإيحاء بإنشاء معسكر تدريب سوري في كوسوفو.
في عام 2012، حذر عمار عبد الحميد من زيادة الطائفية في سوريا بسبب ردود فعل الحكومة على الانتفاضة.
في 2014، دعا عمار الولايات المتحدة إلى تسليح المعارضة السورية، فرض منطقة حظر الطيران، وتوسيع نطاق العمل العسكري للولايات المتحدة خارج العراق.

## المؤسسات
وقد أسس عبد الحميد وخولة العديد من المؤسسات الموجهة سياسياً:
- دار إعمار: في 2003، أنشئا دار إعمار، وهي دار للنشر ومنظمة غير حكومية مكرسة لرفع مستوى الوعي الوطني في العالم العربي.[14]
- مؤسسة ثروة: في 2003، أسسا مشروع ثورة بينما كانا لا يزالان يقيمان في سوريا. بعد انتقالهما إلى الولايات المتحدة في 2005، أسسا مؤسسة ثروة كفرع. المؤسسة هي منظمة سياسية غير ربحية غير حزبية، شعبية والتي تشجع على التنوع والتنمية والديمقراطية في سوريا وعلى امتداد جنوب غرب آسيا وشمال أفريقيا. تعمل المؤسسة على كسر حصار المعلومات الذي فرضته حكومة بشار الأسد مع مجموعة من النشطاء المحليين والمواطنين الصحفيين في الإبلاغ عن القضايا الاجتماعية والسياسية في سوريا.[15]
- دعم تحالف الأيدي عبر الشرق الأوسط (هامسا): في 2008، شارك عبد الحميد في تأسيس دعم تحالف الأيدي عبر الشرق الأوسط، وهي مبادرة من أجل حشد الدعم الدولي الشعبي لنشطاء الديمقراطية في العالم العربي.[16]
- أنا سوريا: حملة غير ربحية قائمة على الإعلام تأسست في 2012، والتي تسعى إلى تثقيف العالم حول الصراع السوري. هذه الحركة مكرسة لتدع شعب سوريا يعرف أن العالم يدعمهم من خلال الفيديو، الصور، واهتمام وسائل الإعلام.[17]

## روابط خارجية
- Ammar Abdulhamid مقابلة Freedom Collection